# Kristin Holby
Kristin Clotilde Holby (* 1951 in Oslo, Norwegen) ist eine amerikanische Schauspielerin und Model.

## Leben
Kristin Holby wurde 1951 in Oslo geboren, wuchs jedoch in Larchmont bei New York City auf, wo sie ihren Abschluss an der Mamaroneck High School in den Fächern Kunst und Musik absolvierte. Später besuchte Holby Kurse der Kunstschule Rhode Island School of Design und begann einen Job als Textildesignerin.
Holby arbeitete in den 1980er Jahren als erfolgreiches Top-Model für eine Vielzahl an Modeschöpfern wie Ralph Lauren, Yves St. Laurent, Givenchy und Chanel. Hierbei wurde sie unter ihrem Zweitnamen Clotilde bekannt. Neben kleinen schauspielerischen Rollen in den Kinofilmen Die Glücksritter und Blutmond war Holby in TV- & Print-Werbung für Mode und Kosmetik zu sehen.
Nach der Heirat mit James Darnell und mit der Geburt ihrer Kinder Phoebe and Camilla beendete Holby die Modelkarriere. Später eröffnete sie das Kleidungsgeschäft Clotilde: The Dress Shop in Larchmont, in dem sie selbstentworfene Damenkleider verkauft.